# Samantha Harvey
Samantha Harvey (* 1975) ist eine englische Autorin. Sie gewann mehrere Literaturwettbewerbe. Mit ihrem ersten Buch The Wilderness (Tage der Verwilderung) stand sie 2009 auf der Longlist des Booker Prize, den sie dann 2024 mit dem Roman Orbital (Umlaufbahnen) gewann.

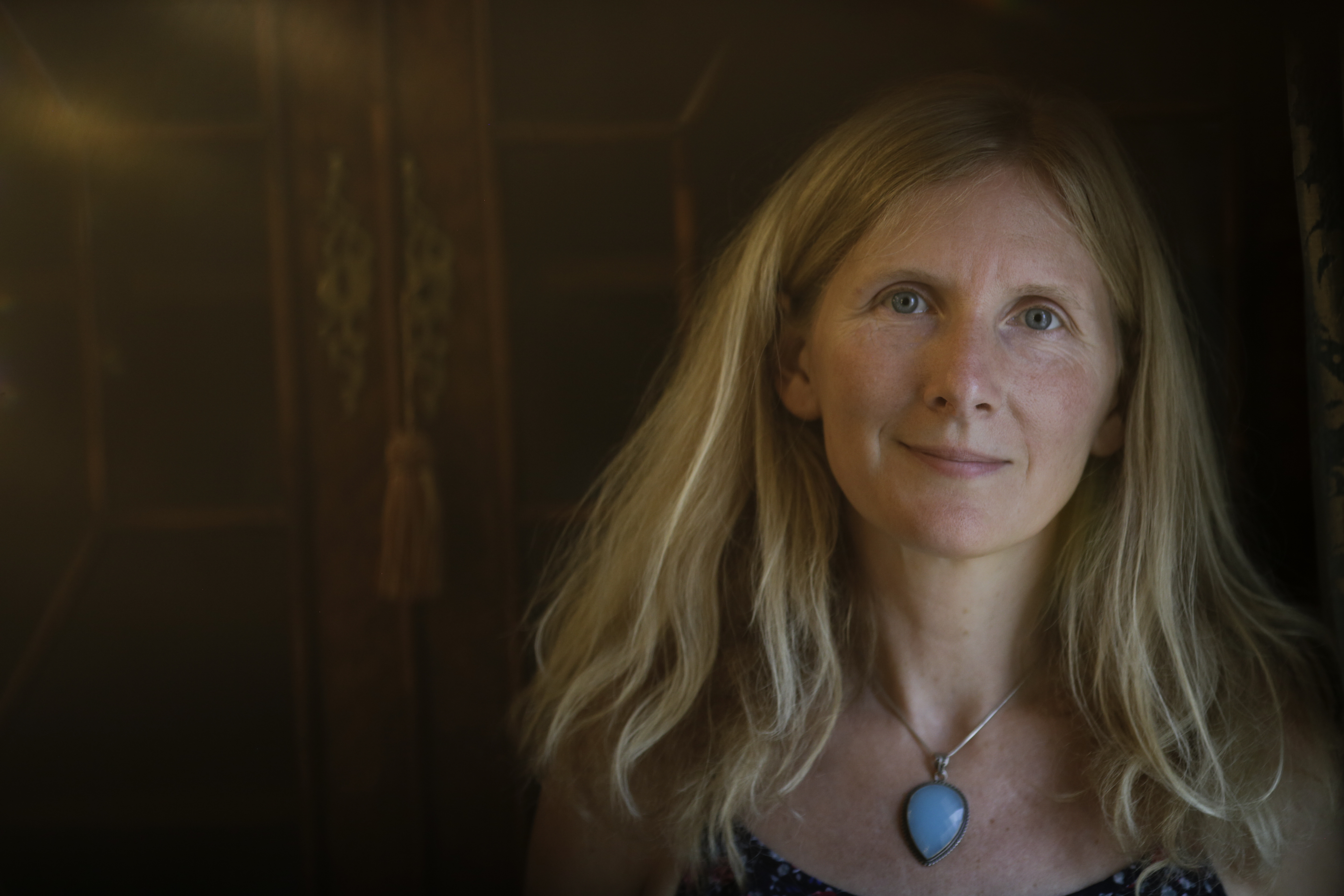
Samantha Harvey, 2019

Samantha Harvey wuchs in Ditton, Kent, auf. Harvey studierte Philosophie an der University of York. In Bath Spa University schloss sie 2005 den Kurs kreatives Schreiben ab und hat einen Doctor of Philosophy darin. An der Bath Spa University war sie auch in der Lehre tätig. Sie schreibt regelmäßig für Tageszeitungen und für diverse Onlineplattformen.

## Werke
- The Wilderness. Jonathan Cape. 2009, ISBN 9780224086073.
  - Tage der Verwilderung. Roman. Übersetzung Barbara Heller. München: Deutsche Verlags-Anstalt, 2010. ISBN 978-3-4210-4382-5.
- All Is Song. Jonathan Cape. 2022, ISBN 9780224096324.
- Dear Thief. Jonathan Cape. 2014,  ISBN 9780224101721.
- The Western Wind. 2018, Jonathan Cape. ISBN 9781787330597.
  - Westwind. Roman. Übersetzung Steffen Jacobs. Zürich: Atrium, 2022. ISBN 978-3-8553-5077-3.
- The Shapeless Unease: A Year of Not Sleeping. 2020, Jonathan Cape. ISBN 9781787332027.
  - Das Jahr ohne Schlaf. Übersetzung Julia Wolf. München: Carl Hanser, 2022. ISBN 978-3-4462-7386-3.
- Orbital. Jonathan Cape. 2023 ISBN 9781787334342.
  - Umlaufbahnen. Roman. Übersetzung Julia Wolf. München: dtv, 2024. ISBN 978-3-423-28423-3.